# François Bonjean
François Bonjean est un écrivain français, né à Lyon le 26 décembre 1884 et mort à Rabat le 12 mai 1963.

## Biographie
Il est issu d'une famille de pharmaciens de Chambéry. Enseignant à l'École normale d'instituteurs, à Nice, il écrit son premier roman alors qu'il est prisonnier en Allemagne au cours de la Première Guerre mondiale.
Il poursuit sa carrière de professeur à l'École Normale Supérieure Égyptienne, à partir de 1919 et jusqu'en 1924. Il s'installe définitivement au Maroc après des séjours à Paris, Alep, Fez, Marrakech et en Inde (1944-1946). À Rabat, il participe au cercle intellectuel des Amis des Arts et des Lettres avec Henri Bosco et Gabriel Germain.
De 1923 à 1930, il collabore à la revue Europe, où il est considéré comme le principal témoin du monde musulman.
En 2015 les Éditions Africorient, à Casablanca, ont republié l'Âme marocaine de François Bonjean, dans la collection Maroc, créée et dirigée par le journaliste Péroncel-Hugoz. Cette réédition, avec les dessins originaux d'Edy Legrand, comprend aussi des textes inédits de Jean-Pierre Luccioni, docteur en littérature maghrébine et ancien professeur de lettres au lycée Hassan-II (ex. Gouraud) à Rabat.
Un important fonds sur François Bonjean est conservé à la médiathèque de Chambéry.

## Œuvres
- Histoire de douze heures, préface de Romain Rolland, Rieder, 1921
- L'Histoire de Mansour, enfant du pays d'Égypte composée de 3 volumes : Mansour, histoire d'un enfant du pays d’Égypte, Paris, Rieder, 1924 (avec Ahmed Deïf) ; El Azhar, Paris, Rider, 1927 (en collaboration avec Ahmed Deïf) et Cheikh Abdou l’Égyptien, Paris, Rieder, 1929 (prix de La Renaissance 1930[5].)
- Confidences d'une fille de la nuit, Alger, Baconnier, 1939. Réédité dans l'anthologie Maroc, les villes impériales réunie par Guy Dugas, Paris, Omnibus, 1996.
- Reine Iza amoureuse, Genève-Paris-Montréal, Éditions du Milieu du Monde, 1947.
- L'Âme marocaine vue à travers les croyances et la politesse, Draeger frères, 1948. Réédité en 2015 chez Africorient à Casablanca, Maroc.  (ISBN 9789954630518).
- Au Maroc en roulotte, Paris, Hachette, 1950
- Contes de Lalla Touria, oiseau Jaune et oiseau vert, Casablanca, Atlantides-Plon, 1952
- Yamna, Blainville-sur-mer, L'Amitié par le livre, 1969
- Choix de poèmes, Pessac, Association des Amis de François Bonjean, 1965 (posthume)
- Notes et réflexions, Pessac, Association des Amis de François Bonjean, 1968 (posthume)
- Le Maroc. Courrier postal 1912-1956, Paris-Méditerranée, 2004

## Sur François Bonjean
- Gaston Roger, François Bonjean, témoin de l'Islam, Association des amis de François Bonjean, 1961
- Philippe Niogret, La revue Europe et les romans de l'entre-deux-guerres 1923-1939, L'Harmattan, 2004, p. 85-99
- Daniel Lançon, « Une controverse exemplaire en francophonie d’Égypte : François Bonjean et Ahmed Deif (1926-1930), dans Enseigner la francophonie, János Riesz et Véronique Porra (dir), Brême, Palabre éditions, collection « Études francophones de Bayreuth », 2002, p. 137-152